# Pangolia
Pangolia és una serralada de Sikkim, Índia, situada a la part oriental que marca la frontera amb Bhutan. Està dominada pel pic Paunhri de 6.820 metres. Altres pics importants són el Masthonangye, Yabukjakchen, Narsing i Lamaongden. La major part d'aquestes muntanyes es poden veure des de qualsevol punt de l'estat.